# Désiré Charnay
Claude-Joseph Désiré Charnay (Fleurie, 2 mei 1828 – Parijs, 24 oktober 1915) was een Frans reiziger en archeoloog. Hij staat bekend om zijn verkenningen in Mexico en Centraal-Amerika en om zijn baanbrekende gebruik van fotografie om zijn ontdekkingen vast te leggen.
Hij studeerde aan het Lycée Charlemagne in Parijs. In 1850 werd hij leraar in de Amerikaanse stad New Orleans en maakte hij kennis met boeken van John Lloyd Stephens over zijn reizen in Yucatan. Hij reisde in 1857-1861 in Mexico, in 1863 in Madagaskar, in 1875 in Zuid-Amerika, voornamelijk Chili en Argentinië en in 1878 op het eiland Java en Australië. In 1880-1883 bracht hij opnieuw een bezoek aan Mexico, waar hij oude verwoeste steden bezocht.
De eerste reis naar Mexico in 1857 deed hij in opdracht van de Franse regering. Tijdens deze reis verzamelde hij oude Meso-Amerikaanse overblijfselen en fotografeerde hij de ruïnes die hij daar aantrof. Hij was de eerste die sites zoals Mitla, Izamal, Chichen Itza en Uxmal fotografeerde. Deze foto's werden in 1862 gepubliceerd in de uitgave Cités et Ruines Américaines. De tweede reis naar Mexico en Centraal-Amerika werd gedeeltelijk gefinancierd door de filantroop Pierre Lorillard uit New York. In 1885 werd het boek  Les Anciennes Villes du Nouveau Monde uitgegeven, een compleet werk over zijn reizen in Mexico die gericht is op de wetenschap.
In het 19e-eeuwse volkenkundig tijdschrift De Aarde en haar Volken zijn in het jaargang van 1866 enkele losse schetsen van zijn reis in Madagaskar te vinden.

## Galerij

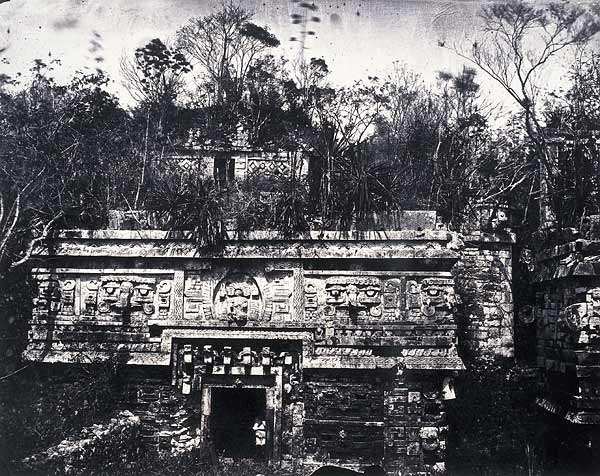
Voorgevel van een paleis in Chichén Itzá (1859-1860).
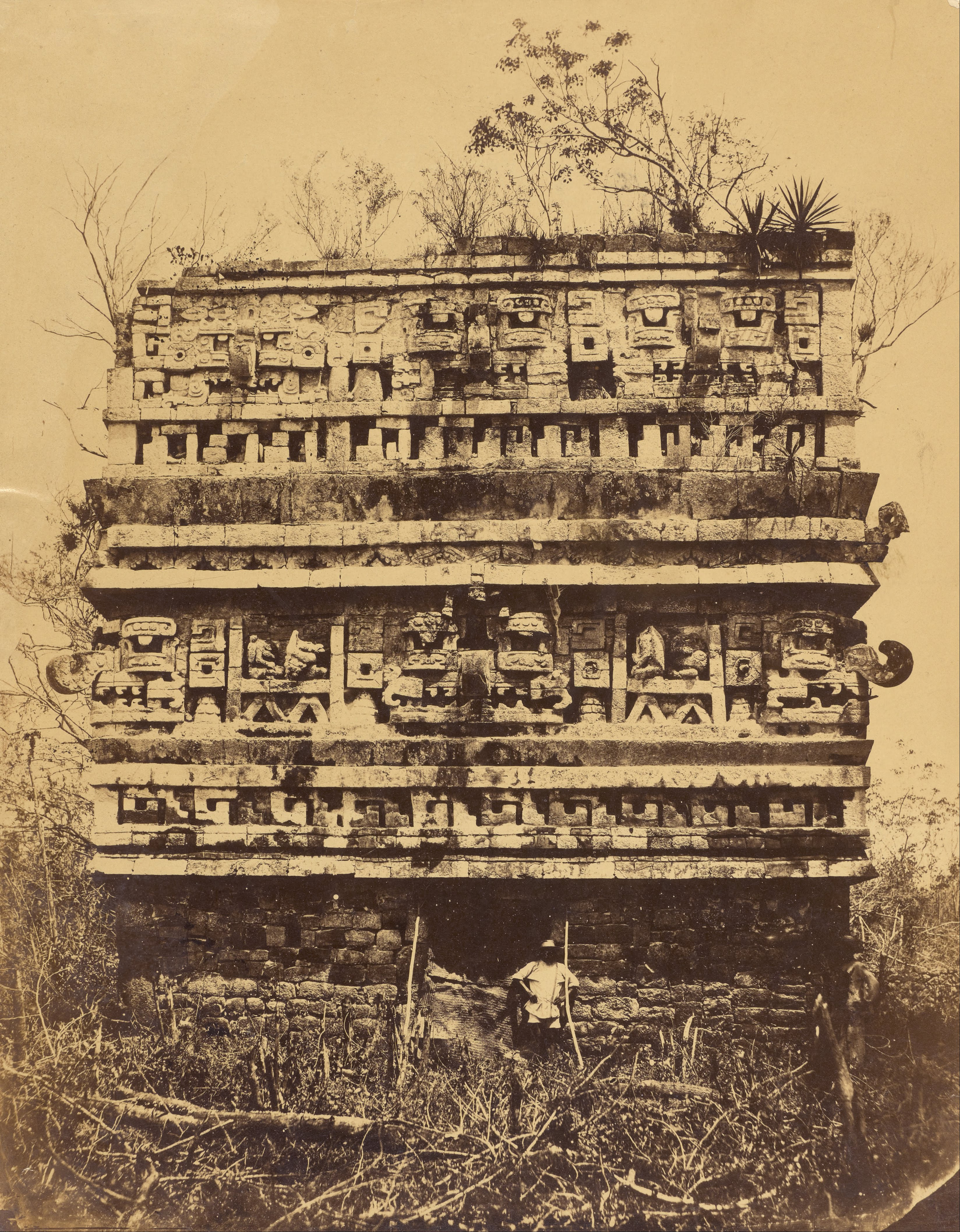
Rechterzijde van het Nonnenpaleis in Chichén Itzá.
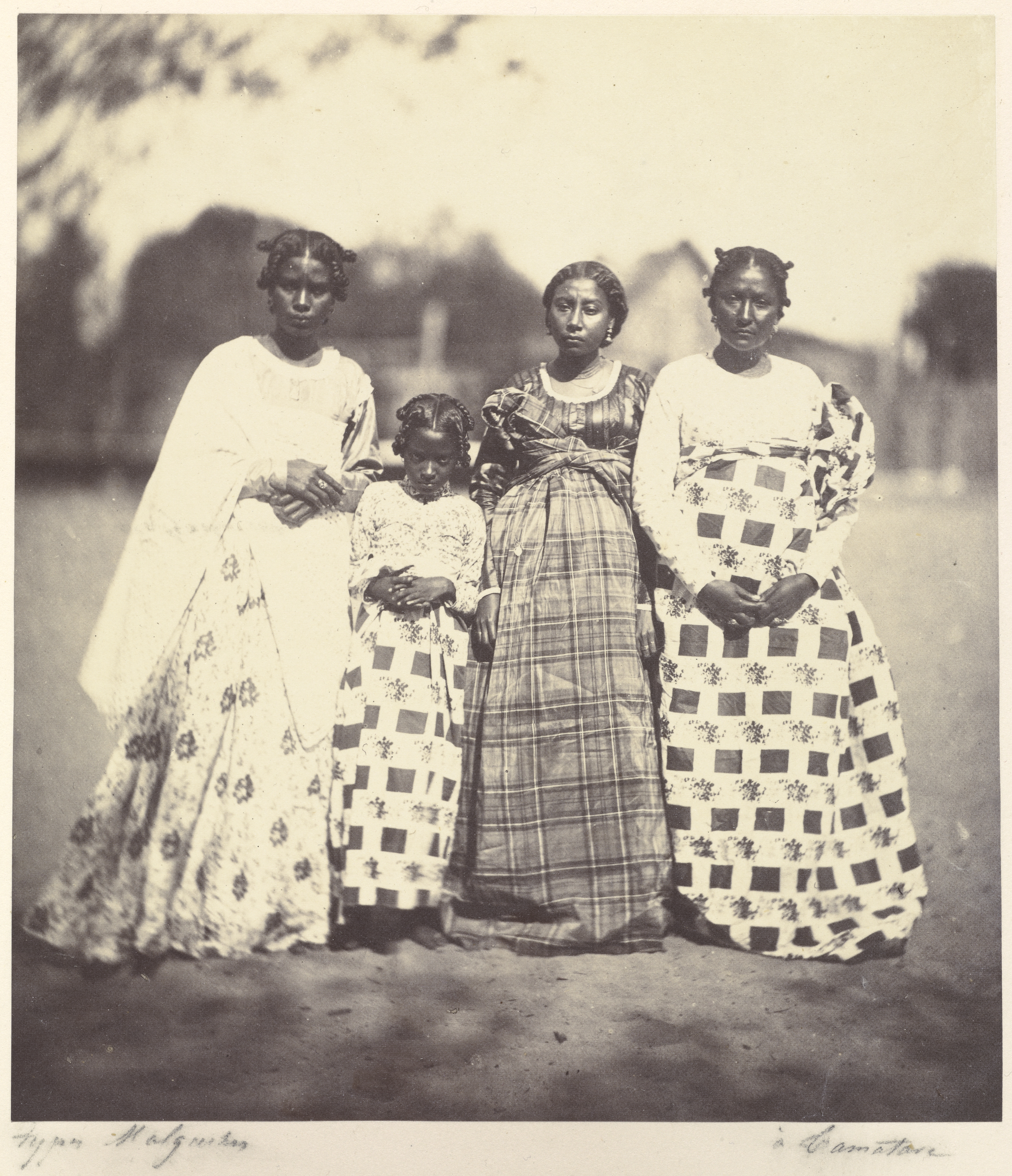
Groepje Betsimisaraka-vrouwen (Madagaskar, 1863).
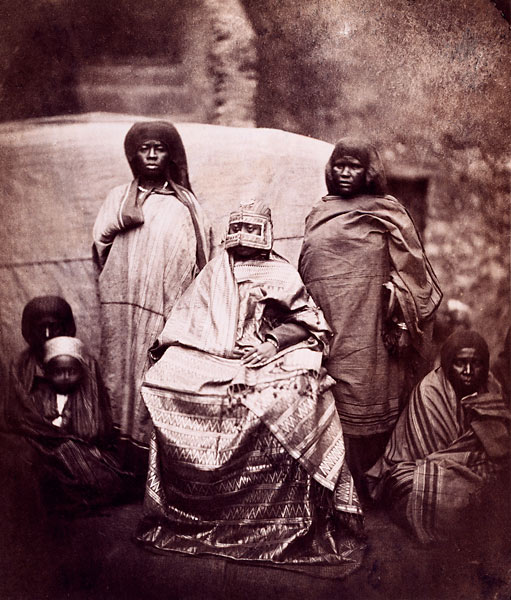
Koningin van het eiland Moheli (de Comoren, 1863).

- Bibsys: 1086310
- Biblioteca Nacional de España: XX920439
- Bibliothèque nationale de France: cb118961902 (data)
- Stuttgart Database of Scientific Illustrators 1450–1950: 5440
- Gemeinsame Normdatei: 117655023
- International Standard Name Identifier: 0000 0000 8115 153X
- Library of Congress Control Number: n81066689
- Base Léonore: LH//492/73
- National Archives and Records Administration: 10568742
- Nationale Bibliotheek van Tsjechië: uk20191049218
- Nationale bibliotheek van Australië: 35027458
- Nationale Bibliotheek van Israël: 987007383501905171
- Nederlandse Thesaurus van Auteursnamen: 073870730
- PIC: 1836
- RKD-Nederlands Instituut voor Kunstgeschiedenis: 381115
- SNAC: w62826f8
- Système universitaire de documentation: 026780151
- Trove: 800936
- Union List of Artist Names: 500115079
- Virtual International Authority File: 36916181
- WorldCat: E39PBJxRBXCJy3F6PKfdm6fQbd